# 府中市立府中第五中学校
府中市立府中第五中学校（ふちゅうしりつ ふちゅうだいごちゅうがっこう）は、東京都府中市新町二丁目にある公立の中学校である。

## 沿革
- 1962年（昭和37年）4月1日 - 開校

## 校区
- 浅間町二丁目の全域
- 浅間町三丁目の全域
- 浅間町四丁目の1から6番、7番（1及び4）、8から18番、19番（3、4、7、8、10から13、15、17、19及び20）、20番（11、13から16、23、50及び63）及び22番（1から3、6、9、12及び21）
- 天神町二丁目の1から9番、11番、12番及び31から34番以外の地域
- 天神町三丁目の全域
- 天神町四丁目の全域
- 新町の全域
- 栄町一丁目の全域

## 交通
- 京王バス「武73」（武蔵小金井駅南口～学園通り～府中駅） 法務局・登記所前バス停から徒歩2分

## 著名出身者
澤穂希（元女子サッカー選手、元サッカー女子日本代表）